# Lewiczyn (Mława)
Pour les articles homonymes, voir Lewiczyn.
Lewiczyn (prononciation : [lɛˈvit͡ʂɨn]) est un village polonais de la gmina de Dzierzgowo dans le powiat de Mława de la voïvodie de Mazovie dans le centre-est de la Pologne.
Il se situe à environ 7 kilomètres au nord-est de Lipowiec Kościelny (siège de la gmina), 7 kilomètres à l'ouest de Mława (siège du powiat) et à 114 kilomètres au nord-ouest de Varsovie (capitale de la Pologne).

## Histoire
De 1975 à 1998, le village appartenait administrativement à la voïvodie de Ciechanów.